# Рока Бјанка I (Палермо)
Рока Бјанка I је насеље у Италији у округу Палермо, региону Сицилија.
Према процени из 2011. у насељу је живело 9 становника. Насеље се налази на надморској висини од 473 м.